# Sublette County
Sublette County ist ein County im Bundesstaat Wyoming der Vereinigten Staaten. Bei der Volkszählung 2020 hatte Sublette County 8728 Einwohner. Der Verwaltungssitz (County Seat) ist Pinedale.

## Geographie
Das County hat eine Fläche von 12.783 Quadratkilometern; davon sind 137 Quadratkilometer Wasserflächen. Es grenzt im Uhrzeigersinn an die Countys: Fremont County, Sweetwater County, Lincoln County und Teton County.

## Geschichte
Das County wurde im Jahre 1921 gegründet.

## Demografische Daten

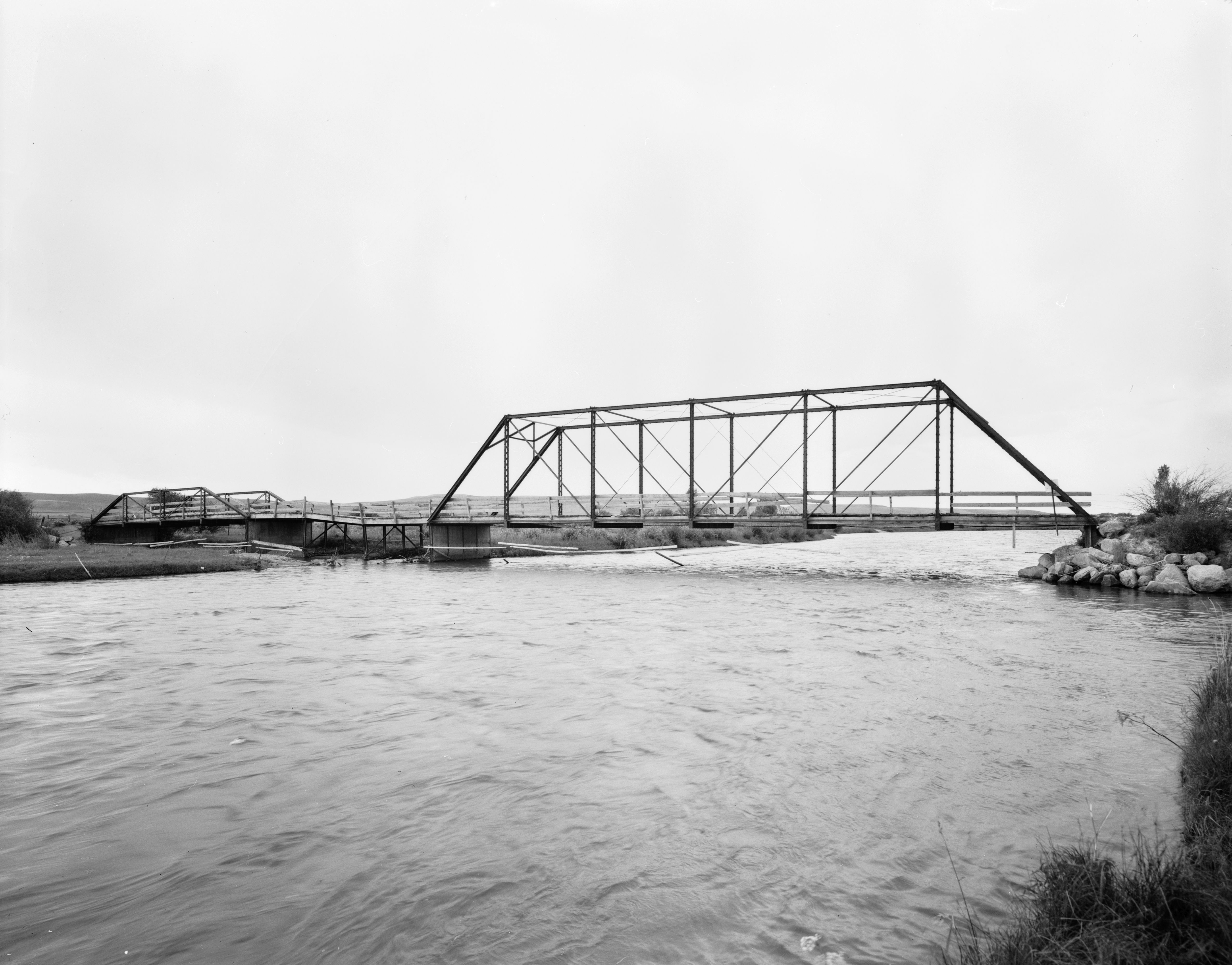
Brücke über den Green River

Nach der Volkszählung im Jahr 2000 lebten im Sublette County 5920 Menschen. Es gab 2371 Haushalte und 1707 Familien. Die Bevölkerungsdichte betrug weniger als 1 Einwohner pro Quadratkilometer. Ethnisch betrachtet setzte sich die Bevölkerung zusammen aus 97,48 % Weißen, 0,20 % Afroamerikanern, 0,49 % amerikanischen Ureinwohnern, 0,24 % Asiaten, 0,08 % Bewohnern aus dem pazifischen Inselraum und 0,52 % aus anderen ethnischen Gruppen; 0,98 % stammten von zwei oder mehr ethnischen Gruppen ab. 1,89 % Prozent der Bevölkerung waren spanischer oder lateinamerikanischer Abstammung.
Von den 2371 Haushalten hatten 32,70 % Kinder und Jugendliche unter 18 Jahre, die bei ihnen lebten. 63,30 % waren verheiratete, zusammenlebende Paare, 5,30 % Prozent waren allein erziehende Mütter, 28,00 % waren keine Familien. 23,60 % waren Singlehaushalte und in 6,50 % lebten Menschen im Alter von 65 Jahren oder darüber. Die Durchschnittshaushaltsgröße betrug 2,47 und die durchschnittliche Familiengröße lag bei 2,91 Personen.
Auf das gesamte County bezogen setzte sich die Bevölkerung zusammen aus 25,80 % Einwohnern unter 18 Jahren, 6,00 % zwischen 18 und 24 Jahren, 27,50 % zwischen 25 und 44 Jahren, 28,70 % zwischen 45 und 64 Jahren und 12,00 % waren 65 Jahre alt oder darüber. Das Durchschnittsalter betrug 40 Jahre. Auf 100 weibliche Personen kamen 104,30 männliche Personen, auf 100 Frauen im Alter ab 18 Jahren kamen statistisch 104,50 Männer.
Das jährliche Durchschnittseinkommen eines Haushalts betrug 39.044 USD, das Durchschnittseinkommen der Familien betrug 45.000. USD. Männer hatten ein Durchschnittseinkommen von 35.000 USD, Frauen 21.109 USD. Das Prokopfeinkommen betrug 20.056 USD. 9,70 % der Familien und 7,40 % der Bevölkerung lebten unterhalb der Armutsgrenze. 10,40 % davon waren unter 18 Jahre und 8,70 % waren 65 Jahre oder älter.

## Orte im Sublette County
Towns
| - Big Piney - Marbleton - Pinedale |

Census-designated places (CDP)
| - Bondurant - Boulder - Cora - Daniel |

Unincorporated Communitys
| - Calpet |

Ghost Towns
| - Bronx - New Fork |